# Salm-Kyrburg
Salm-Kyrburg fou un wild i ringraviat del Sacre Imperi, i més tard un principat. Salm-Kyrburg es va formar per partició de Salm Nou el 1499. El 1607 es va dividir en tres branques: Salm-Kyburg, Salm-Morchingen i Salm-Tronecken. El territori de la branca de Salm-Kyrburg va passar a Salm-Morchingen el 1681 i set anys després, el 1688, Morchingen i Kyburg passaven a Salm-Salm i es va reunir en una sola corona el principat de Salm-Salm i els wild i els ringraviat de Salm-Kyrburg i Salm-Morchingen (i com que Salm-Tronecken s'havia extingit el 1637 i havia retornat a Salm-Kyburg la casa de Morchingen havia reunit les terres originals de Kyburg i el wild i ringraviat encara que governat pels Morchingen, portava el nom de Kyrburg) fins al 1738 quan el príncep i wild i ringravi Lluís Otó va morir i el principat (Salm-Salm) va passar a Salm-Hoogstraten (que va agafar el nom de Salm-Salm el 1739) mentre el wild i ringraviat va passar a Salm-Leuze que va agafar el nom de Salm-Kyrburg el 1742. Aquesta segona casa de Salm-Kyrburg derivada de Salm-Leuze fou elevada a principat el 1742 compartint el seu vot al Reichtag amb Salm-Salm. El 1798 l'estat fou annexionat per França (reconegut pel tractat de Lunéville el 1801) i els prínceps van rebre territoris (1802) que havien estat del bisbat de Munster que van formar el nou principat de Salm-Kyrburg (títol: príncep de Salm-Kyrburg, príncep sobirà d'Ahaus, Bocholt i Gemen, wild gravi de Dhaun i Kyrburg i ringravi de Stein). Salm-Kyrburg va existir fins al 1813 quan va passar a Prússia i forma un principat mediatitzat dins aquest regne.